# Gare de Frasnes-lez-Couvin
La gare de Frasnes-lez-Couvin est une gare ferroviaire belge de la ligne 134 de Mariembourg à Couvin, située à Frasnes-lez-Couvin sur le territoire de la commune de Couvin dans la province de Namur en Région wallonne.
La gare est fermée, l'ancien bâtiment voyageurs a été démoli en 2017.

## Situation ferroviaire
Établie à 174 mètres d'altitude, la gare de Frasnes-lez-Couvin est située au point kilométrique (PK) 3,00 de la ligne 134 de Mariembourg à Couvin, entre les gares ouvertes de Mariembourg et de Couvin.

## Histoire

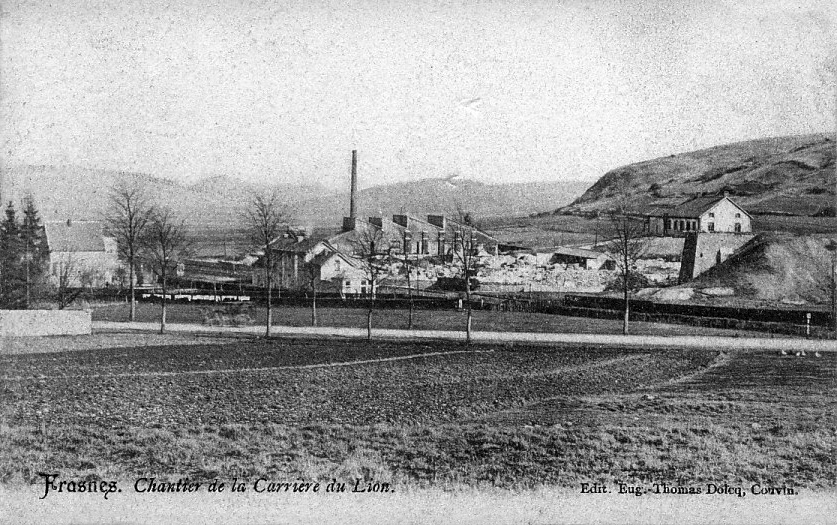
La gare devant le Chantier de la carrière du Lion vers 1900.

## Patrimoine ferroviaire
Après sa fermeture, l’ancien bâtiment voyageurs est devenu une habitation privée, une haie a remplacé l'ancien quai en bordure de la voie. La transformation de la route N5 en autoroute, réalisée dans les années 2010, a entraîné la démolition du bâtiment de la gare, jouxtant un passage à niveau condamné à disparaître. Il fut démoli en 2017.